# 883
883 (DCCCLXXXIII) var ett normalår som började en tisdag i den julianska kalendern.

## Händelser

### Okänt datum
- Zanj i Östafrika krossas.
- Äldsta nämnandet av staden Duisburg.
- Monte Cassino plundras och bränns av saracenerna.
- Furstendömet Balaton erövras av kung Svatopluk I av Stormähren.
- Zanjupproret, ett slavuppror, krossas efter fjorton år i Abbasidkalifatet i nuvarande södra Irak.

## Födda
- Tahir I, emir av Saffarid

## Avlidna
- Eochocán mac Áedo, kung av Ulaid.
- Zheng Tian, kinesisk kansler.